# ジャパンイメージコミュニケーションズ
株式会社ジャパンイメージコミュニケーションズ（Japan Image Communications Co.,Ltd.、略称：JIC）はかつて存在したスカパー!プレミアムサービス（標準画質）の衛星一般放送事業者。OA機器大手・富士ゼロックス（現・富士フイルムビジネスイノベーション）と警備サービス大手・セコムの異業種の合弁によって、1992年6月19日に設立されたが、後にタイム・ワーナー（現・ワーナー・ブラザース・ディスカバリー）傘下となり、2014年1月1日をもってターナージャパン株式会社に吸収された。
2011年7月現在、衛星一般放送事業（自社運営2チャンネル、他社からの番組提供2チャンネル）のほか、旅行関連事業に進出している（2004年6月新規参入）。

## 沿革
- 1992年6月 東京都港区において株式会社ジェイアイシー設立。
- 1996年7月 株式会社ジャパンイメージコミュニケーションズに社名変更。本社を品川区東品川二丁目1-3に移転。CANAL STUDIO設立。
- 1996年10月 日本初のCSデジタル衛星放送・パーフェクTV!（現・スカパー!プレミアムサービス）にて4チャンネルの委託放送事業開始。
- 1997年3月 資本金69億5千万円に増資。
- 1997年10月 パッケージビデオの発売開始。
- 1998年8月 スカイパーフェクTV!にて5チャンネル目の委託放送事業開始。
- 1998年9月 放送送出代行業務を開始。
- 1999年3月 本社を品川区東品川二丁目2-43に移転。
- 2001年4月 ブロードバンド配信サービスにコンテンツ供給サービス開始。
- 2003年4月 BBケーブルへMONDO21配信開始。
- 2003年12月 光プラスTV（現・auひかりビデオ・チャンネル）（KDDI）に旅チャンネル、MONDO21配信開始。
- 2004年1月 資本金97億4300万円に増資。
- 2004年2月 資本金4億8715万円に減資。
- 2004年6月 東京都に第三種旅行業を登録。（旅行業第3-5459号）
- 2006年11月 放送送出業務をスカパー!に委託。
- 2006年12月 本社を千代田区神田淡路町に移転。
- 2009年7月 カートゥーン ネットワークを運営するターナージャパン株式会社がセコムから経営権を取得。
- 2014年1月1日 ターナージャパン株式会社が株式会社ジャパンイメージコミュニケーションズを吸収合併。旅チャンネルならびにMONDO TVの放送事業がターナージャパン株式会社に移行。

## チャンネル
- 旅チャンネル（Ch.277、1996年10月放送開始）
  - ハイビジョンチャンネル Ch.544「旅チャンネルHD」
- MONDO TV（旧・MONDO21）（Ch.279、1996年10月放送開始）
  - ハイビジョンチャンネル Ch.659「MONDO TV HD」

スカパー!プレミアムサービス（ハイビジョン放送）の衛星一般放送事業者は、いずれもスカパー・ブロードキャスティングが行っている。

### 放送終了チャンネル
- ドキュメンタリーチャンネル“地球の声”（Ch.278、1996年10月 - 1998年3月）
- NNN24（現・日テレNEWS24）（Ch.278、1998年4月 - 2000年9月、運営は日本テレビ放送網）
- ニコロデオン／アニメ・子どもTV（Ch.278、2000年10月 - 2005年12月、運営はバイアコム）
- CHANNEL WE（Ch.280、1996年10月 - 1998年3月）
- 大人の趣味と生活向上◆アクトオンTV（Ch.280、1998年4月 - 2012年3月。運営はジュピタービジュアルコミュニケーションズ）
- テレビじゃマ〜ル（Ch.283、1998年8月 - 2000年6月、運営はリクルート映像（現・ジュピタービジュアルコミュニケーションズ））
- sheTV（Ch.283、2000年7月 - 2008年9月。2006年6月より自社による運営）
- FOXライフ（Ch.283、2008年10月 - 2009年9月。運営はFOXインターナショナル・チャンネルズ）
  - 2009年10月1日よりFOXインターナショナル・チャンネルズが電気通信役務利用放送（衛星役務利用放送）として放送。2011年9月放送終了。
- 日テレプラス ドラマ・アニメ・スポーツ（旧・日テレプラス&サイエンス→日テレプラス）（Ch.278、2006年1月 - 2014年5月。運営はCS日本）

## JICビデオ
- パーフェクTV!（現・スカパー!プレミアムサービス）での「旅チャンネル」、「ドキュメンタリーチャンネル“地球の声”」、「MONDO21（現・MONDO TV）」などで放送した番組をビデオ化（VHSテープ）して販売していた事もある。